# Гримальди, Джованни Джакомо
Джованни Джакомо Гримальди (итал. Giovanni Giacomo Grimaldi; Генуя,1705 — Генуя, 1777) — дож Генуэзской республики.

## Биография
Родился в Генуе в 1705 году. Его молодость и юность прошли в путешествиях по городам Европы, где он изучал военные искусства. Он провел много времени при императорском дворе в Вене и дворе дожа в Венеции. Вернувшись в Геную, он стал членом магистрата войны, в июле 1751 года был отправлен на Корсику, где французская армия, наряду с генуэзцами, разгромила австро-сардинские войска.  
Получив пост генерального комиссара острова, Гримальди довольно скоро понял истинные намерения Франции взять контроль над Корсикой. Французы через представителя - Джованни Пьетро Гаффори - начали переговоры с Генуей. Гримальди санкционировал арест французского генерала маркиза Курсэ. Последующее убийство Гаффори во время переговоров с генуэзцами еще более обострило волнения на острове, Гримальди стали обвинять в этом убийстве, что было во многом связано с тем, что он наградил его убийцу Гаффори, даровав ему пенсию в размере 400 генуэзских лир. Новое столкновение между Гримальди и епископом Бастии привело к удалению первого с острова в течение августа 1755 года.
С Корсики Гримальди отбыл в Монцу, а летом 1756 года вернулся в Геную и был избран дожем, 164-м в истории республики. Новый дож устроил роскошные торжества по случаю своего избрания, однако в рамках внутренней политики только усугубил разногласия между дворянами и горожанами.  
Его мандат завершился 22 июня 1758 года, после чего он переехал сначала на Корсику, а после того, как генуэзское правительство все-таки продало остров французам в обмен на прощение долга, нашел убежище в Венеции. 
Он умер в Падуе в 1777 году. Был похоронен там же, все имущество он передал на благотворительные цели, так как никогда не был женат и не имел детей. 